# 毋昭裔
毋昭裔（？—960年代），因《十国春秋》有阙文导致表字阙载，中国五代十国时期政权后蜀官员，在后蜀第二任皇帝孟昶年间为宰相。

## 家世
毋昭裔家世、生年不详，河中龙门（今山西运城）人。博学，以才闻名。中原政权后唐新灭原本占有西川军的西南邻国前蜀后，同光四年（926年）正月，知北都留守事孟知祥为开国皇帝李存勖所任，就任西川节度使，辟毋昭裔为掌书记。四月，李存勖死于兵变，由养兄李嗣源继位，李嗣源试图以加强对孟知祥的控制，十月，派客省使、泗州防御使李严为西川都监（监军），毋昭裔及诸将吏请求拒绝让李严入川，孟知祥不同意。他允许李严来到西川军部成都，寻机处决了他。虽然此事二人意见不一，但孟知祥为毋昭裔之才所奇，想大用他。

## 仕宦后蜀
应顺元年（934年）闰正月，孟知祥建立后蜀，称帝。擢毋昭裔为御史中丞。
七月，孟知祥崩，子孟昶继位。明德二年（935年）四月，拜毋昭裔为中书侍郎、同平章事，为宰相。又改门下侍郎。广政三年（940年），时任判三司的太保兼门下侍郎、同平章事赵季良请与毋昭裔、中书侍郎、同平章事张业分判三司，孟昶命毋昭裔判盐铁，张业判度支，赵季良判户部。
毋昭裔嗜好藏书，酷爱古文，精通经术。贫贱时，曾在交游间借《文选》，对方有难色，于是发愤：“他日若我富贵了，就印刷雕刻，留给学者！”七年（944年）七月，他命平泉令张德钊仿照唐朝都城长安石经，将四书五经刻在石头上，展示于成都学宫。
十一年（948年），中原政权后汉两将凤翔节度使王景崇和永兴军节度使赵思绾叛，与另一叛将护国节度使李守贞结盟，也遣使于蜀表示归顺。十月，孟昶派山南西道节度使安思谦救之。时任左仆射兼门下侍郎、同平章事的毋昭裔上疏谏：“臣窃见庄宗皇帝（即李存勖）贪图西进，前蜀主（王衍）意欲北行，朝廷大臣都上谏疏，他们都不采纳，最终有何所成！只此两朝，可为鉴诫。”孟昶不纳。最终此役无功，蜀未能占有凤翔、永兴。
唐朝灭亡以来，蜀地学校荒废。十六年（953年）三月，毋昭裔出私财百万，建立学宫和宿舍，且请孟昶重印四书五经颁于郡县，获准。从此蜀地文学又兴盛起来。毋昭裔又令门人句中正、孙逢吉重印《文选》《初学记》《白氏六帖》，刻版发行，实现了以前的诺言。当时书籍多由官家出资刊刻，而毋昭裔则成为第一个用私财刊刻书籍的人。句中正早先在毋昭裔府上设馆，被毋昭裔奏授崇文馆校书郎，又进士及第，最终为毋昭裔从事。毋昭裔本人也写了《尔雅》音略三卷。
二十年（957年），毋昭裔子毋守素拜工部尚书。当时毋昭裔仍判盐铁，但衰老不能亲自任职了，将事务都委任于判官李匡远，事务停滞。孟昶命毋守素代判，父子相代，世人颇以为荣。
二十四年（961年）五月，毋昭裔以太子太师致仕。
毋昭裔卒年不详。后蜀于广政二十八年（965年）被宋朝灭亡后，毋守素仕宋，得授工部侍郎，将毋昭裔刻版的书带到宋朝，因而使之得以广为流传。乾德五年（967年）十一月，毋守素被兄子岳州司法毋正己弹劾居父丧期间娶妾，被免职。可见当时毋昭裔已去世。大中祥符三年（1010年）（按《十国春秋》）或九年（1016年）（按《宋史》），毋守素幼子毋克勤献上毋昭裔所刻《文选》《初学记》《六帖》诸版，得补三班奉职。

## 评价
- 《十国春秋》论曰：毋昭裔创兴文教，李昊出入枢机，宏通赡雅，固有足称者。

## 子孙
- 毋某
  - 毋正己
- 毋守素